# Zentralfriedhof Friedrichsfelde

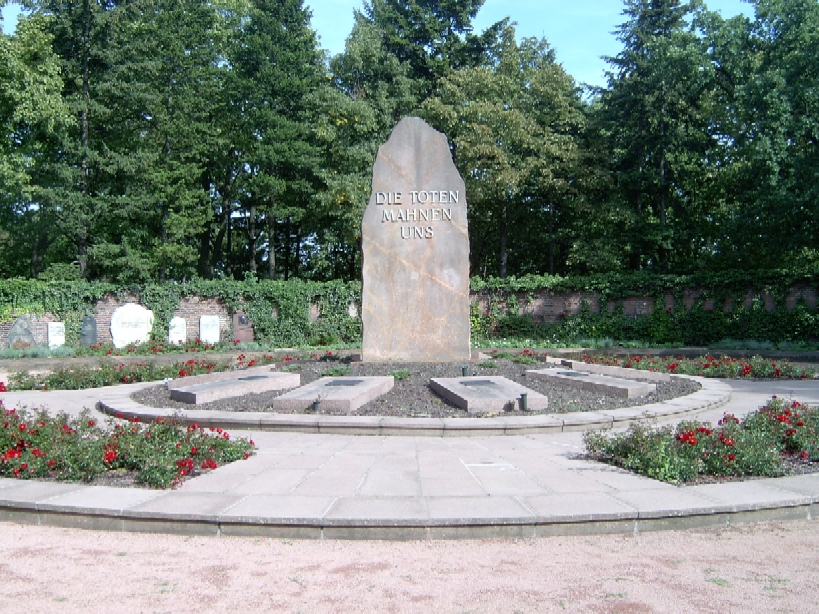
Het Monument voor de Socialisten.

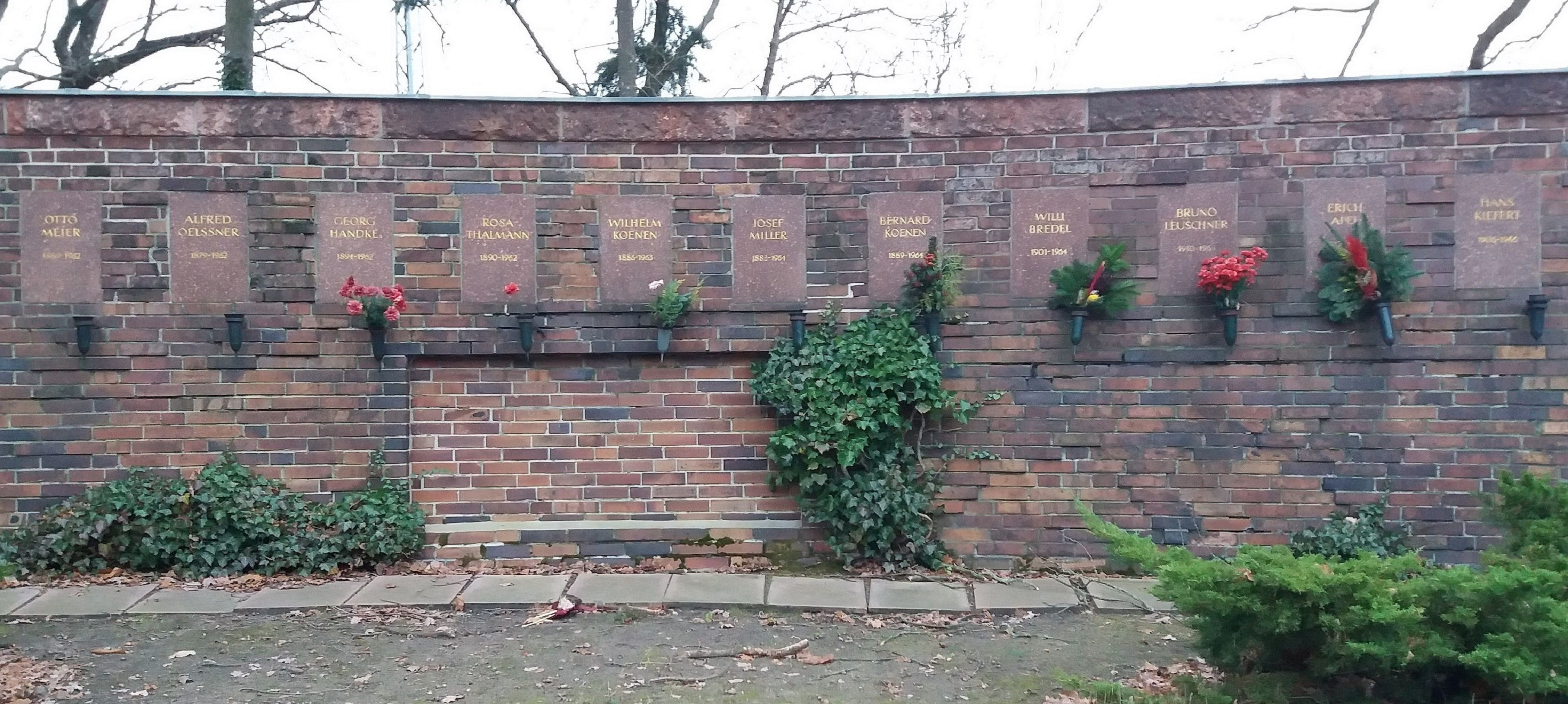
De cementen muur, onderdeel van het Monument voor de Socialisten.

De Zentralfriedhof Friedrichsfelde is een begraafplaats in het Berlijnse stadsdeel Berlin-Lichtenberg. Op de begraafplaats liggen veel socialisten, communisten en tegenstanders van het nazisme.

## Achtergrond
De begraafplaats zag het levenslicht in 1881 en was ingericht naar het voorbeeld van de Hamburgse begraafplaats Ohlsdof. Wilhelm Liebknecht, de oprichter van de SDP, was een van de eerste bekende linkse leiders die begraven werd op Friedrichsfelde. Daarna volgden er nog velen waardoor Friedrichsfelde bekend kwam te staan als "socialistische begraafplaats". Zo werden in 1919 de lichamelijke resten van Karl Liebknecht en Rosa Luxemburg in een massagraf op een afgelegen deel van de begraafplaats begraven (hoewel een onderzoek in 2009 twijfel zaaide of Luxemburg wel begraven ligt in Friedrichsfelde). In 1926 verrees op die plaats het Monument voor de Revolutie, dat in januari 1935 weer door het naziregime werd afgebroken.
Na de opdeling van Duitsland als gevolg van de Tweede Wereldoorlog lag Friedrichsfelde binnen de grenzen van Oost-Berlijn. DDR-leiders als Walter Ulbricht en Wilhelm Pieck vonden hun laatste rust op Friedrichsfelde. Wilhelm Pieck was ook diegene die in 1951 het Monument voor de Socialisten (in het Duits: Gedenkstätte der Sozialisten) opende. Het monument staat niet op dezelfde plek als het Monument voor de Revolutie, maar moet volgens de bouwers wel als de "morele opvolger" worden beschouwd. Met het monument worden prominente Oost-Duitse socialisten, communisten en tegenstanders van het naziregime herdacht. Tot 1989 bepaalde het politbureau van de Sozialistische Einheitspartei Deutschlands wie er in aanmerking kwam op begraven te worden in het monument, of voor net iets minder prominente – maar nog steeds belangrijke – personen op de aangrenzende laan met "eregraven".
Het Monument voor de Socialisten bestaan uit een centrale tuin met in het midden een obelisk met daarop de tekst Die Toten mahnen uns. Om de obelisk heen liggen tien graven van prominente socialistische leiders, te weten Karl Liebknecht, Rosa Luxemburg, Ernst Thälmann, Wilhelm Pieck, Walter Ulbricht, Franz Mehring, John Schehr, Rudolf Breitscheid, Franz Künstler en Otto Grotewohl (niet in alle gevallen ligt het lichaam daadwerkelijk daar begraven). In een stenen muur staan herdenkingsstenen en urnen van anderen. De muur bevat ook een plaquette met de namen van 1933 tot 1945 omgekomen tegenstanders van het nazisme.

## Begraven
Hieronder volgt een lijst met bekende personen die begraven liggen op Friedrichsfelde:
- Friedrich Simon Archenhold (1861–1939) - graf voorzien van gedenkplaat voor zijn vrouw Alice Archenhold (1874–1943)
- Kunwar Mohammad Ashraf (1903–1962)
- Hilde Benjamin (1902–1989)
- Willi Bredel (1901–1964)
- Georg Ewald (1926–1973)
- Klaus Fuchs (1911–1988)
- Otto Grotewohl (1894–1964)
- Hugo Haase (1863–1919)
- Adolf Hennecke (1905–1975)
- Katharina Kern (1900–1985)
- Greta Kuckhoff (1902–1981)
- Käthe Kollwitz (1867–1945)
- Carl Legien (1861–1920)
- Theodor Leipart (1867–1947)
- Wilhelm Liebknecht (1826–1900)
- Karl Liebknecht (1871–1919)
- Rosa Luxemburg (1871–1919)
- Hans Marchwitza (1890–1965)
- Franz Mehring (1846–1919)
- Paul Friedrich Meyerheim (1842–1915)
- Erich Mielke (1907–2000)
- Otto Nagel (1894–1967)
- Arthur Pieck (1899–1970)
- Wilhelm Pieck (1876–1960)
- Heinrich Rau (1899–1961)
- Ludwig Renn (1889–1979)
- Willy Sägebrecht (1904–1981)
- John Schehr (1896–1934)
- Rudolf Schwarz (1904–1934)
- Paul Singer (1844–1911)
- Eleonore Staimer (1906–1998)
- Walter Ulbricht (1893–1973)
- Erich Weinert (1890–1953)
- F. C. Weiskopf (1900–1955)
- Elly Winter (1898–1987)
- Friedrich Wolf (1888–1953)
- Konrad Wolf (1925–1982)
- Markus Wolf (1923–2006)
- Ernst Wollweber (1898–1967)
- Walter Womacka (1925–2010)